# Nesticella mogera
Nesticella mogera là một loài nhện trong họ Nesticidae.
Loài này thuộc chi Nesticella. Nesticella mogera được Takeo Yaginuma miêu tả năm 1972.